# Proctoporus pachyurus
Proctoporus pachyurus là một loài thằn lằn trong họ Gymnophthalmidae. Loài này được Tschudi mô tả khoa học đầu tiên năm 1845.